# Legato pontificio
Il legato pontificio ("Legato del romano pontefice") è un inviato del papa, suo stabile rappresentante presso le Chiese locali o presso le autorità statali o presso istituzioni ecclesiastiche.
È chiamato nunzio apostolico quando viene ufficialmente accreditato presso un governo statale. Quando è inviato presso le Chiese particolari, il suo compito è di informare la Santa Sede delle condizioni delle chiese locali e di assistere il vescovo e la conferenza episcopale del luogo, nel rispetto delle loro potestà. In altri casi (conferenze o congressi) il papa nomina un "delegato apostolico" o "osservatore" incaricato di una "missione pontificia". Infine, ha il nome di "legato pontificio" o "delegato pontificio" anche un ecclesiastico inviato come rappresentante del papa presso singole istituzioni ecclesiastiche, secondo le norme e gli statuti particolari di ciascuna: ad esempio è legato pontificio il cardinale che cura il legame morale tra la Santa Sede e le basiliche papali di San Francesco e di Santa Maria degli Angeli in Assisi; è delegato pontificio il vescovo che amministra la basilica di Sant'Antonio a Padova.

## Storia
L'apocrisario, in latino responsalis (“che risponde a”), era l'inviato della Chiesa di Roma presso la corte imperiale di Costantinopoli. Anche le chiese di Alessandria, di Antiochia e di Gerusalemme avevano il loro apocrisario a Costantinopoli. Egli doveva inviare precise relazioni scritte alla Santa Sede e attendere le istruzioni del papa, che esponeva prontamente all'imperatore.
Il primo apocrisario, Giuliano di Coo, fu nominato da Leone Magno nel 453. Da papa Agapito I (535-536) in poi, cioè dopo la conquista dell'Italia da parte di Giustiniano, divenne una carica stabile. Si conoscono i nomi di diversi apocrisari pontifici che divennero a loro volta pontefici: Vigilio, Pelagio I (nominati entrambi da Agapito I), Gregorio Magno (apocrisario dal 579 al 586), Sabiniano (593) ed Eugenio. L'ultimo apocrisario papale fu Pietro di Anagni, nominato nel 1071 alla corte dell'imperatore Michele VII Ducas da Alessandro II.

Gli apocrisari erano considerati membri della corte bizantina, piuttosto che inviati in uno Stato estero. Infatti tali rappresentanti erano mantenuti a spese della corte imperiale stessa. Essi non avevano alcuna giurisdizione, pertanto è una forzatura considerare gli apocrisari come i precursori dei nunzi apostolici.
Fonte: Michael F. Feldkamp, La diplomazia pontificia: da Silvestro I a Giovanni Paolo II; un profilo, Editoriale Jaca Book, 1998, pagg. 20-23.
La carica esiste fin dalle origini del pontificato: in specifiche occasioni il papa si avvaleva di un alto prelato che lo rappresentava nei luoghi in cui non poteva essere presente fisicamente. Ad esempio nel 449 Leone I (440-461) inviò l'arcidiacono Ilario al Secondo concilio di Efeso.
Con la nascita delle varie dinastie regnanti nei Paesi europei (Carolingi, Hohenstaufen, Plantageneti) nacque una nuova figura: il rappresentante papale presso i monarchi cristiani. Si ebbero così legati in Germania (presso l'imperatore), Francia, Inghilterra, ecc. I legati non erano rappresentanti permanenti, bensì venivano inviati per specifiche missioni, come ad esempio la firma di un trattato di pace. Una volta terminata la missione affidata, il legato ritornava a Roma.
A partire dall'XI secolo, ma più compiutamente nei secoli successivi, crebbe costantemente l'importanza delle legazioni come strumento della politica papale. I legati pontifici agivano a nome della sede apostolica e ne tutelavano gli interessi nelle terre in cui venivano inviati, non essendo subordinati ai vescovi locali. Come rappresentanti del pontefice potevano intervenire nelle contestazioni tra vescovi, confermare le elezioni episcopali, regolare le questioni disciplinari, concedere privilegi e infine convocare o presidere i sinodi provinciali. In questo modo l'istituto della legazione contribuì a rafforzare il primato della Chiesa romana sull'intera cattolicità.
Nel XIII secolo il diritto canonico ne fissò la posizione all'interno della gerarchia ecclesiastica: il legato era superiore agli ordinari diocesani e alle altre autorità ecclesiastiche locali. A partire dal XIV secolo divenne una consuetudine riservare la carica di legato ai cardinali. L'incarico non era ancora permanente, ma indirizzato all'assolvimento di un compito, alla realizzazione di una missione avente una durata circoscritta nel tempo.

### Nell'Italia medievale
In Italia i legati furono inviati nei territori del Patrimonium Sancti Petri per riportare le città ribelli sotto il dominio pontificio. Inoltre, durante le lotte tra papato e impero, il papa incaricò un legato per trattare con le autorità comunali (o signorie) del nord Italia.
Nel 1305 salì al Soglio Clemente V. Il nuovo pontefice riprese l’uso d'inviare missioni diplomatiche affidate a legati detti comunemente di Lombardia e Tuscia o d’Italia, competenti per la parte centro-settentrionale della penisola, mentre per il Regno di Napoli (e per il territorio a sud degli Appennini in generale) vennero destinati legati specifici. La legazione d'Italia viene sdoppiata per la prima volta da papa Giovanni XXII (1316-1334): il settentrione della penisola divenne competenza del legato di Lombardia; mentre le competenze sul territorio a Sud degli Appennini (ad esclusione del Regno di Napoli) furono attribuite al legato di Tuscia.
I papi di Avignone (1309-1377) attribuirono nuovi poteri ai legati. Essi ricevettero l'«esplicito e specifico potere di pacificare, difendere, governare e amministrare le regioni affidategli, di esercitarvi ogni grado di giurisdizione, di nominarne e destituirne i rettori e gli altri ufficiali subalterni pontifici, di togliere ai sudditi insubordinati ogni diritto, onore, carica, feudo, proprietà». Essi inoltre associarono al legato un secondo alto prelato: il vicario generale in temporalibus. Egli deteneva “ampi poteri di supervisione e riforma sul sistema amministrativo” dei territori soggetti alla Santa Sede. Il vicario rispondeva del suo operato al legato, che gli era superiore gerarchicamente.
Consapevole delle difficoltà di controllare i possedimenti pontifici italiani dalla Francia, papa Innocenzo VI (1352-1362) ripristinò la legazione d'Italia e l'affidò a un uomo di comprovate capacità organizzative: il cardinale spagnolo Egidio Albornoz. Durante la sua lunga legazione (1353-1367, anno della morte), Albornoz rivestì sia la carica di legato che quella di vicario generale in temporalibus. Alla metà del XIV secolo il cardinale spagnolo effettuò la riconquista militare di tutte le città che non avevano accettato volontariamente il ritorno della sovranità papale. Fu per merito della sua azione che la Santa Sede riuscì a ricostituire l'unità dello Stato Pontificio.
Nella fase finale del periodo avignonese i rispettivi ruoli del legato e del vicario generale in temporalibus vennero ulteriormente definiti: al primo furono riservati compiti prevalentemente diplomatici, mentre al secondo vennero assegnati compiti eminentemente di governo interno.
L'ultimo scorcio del XIV secolo e i primi decenni del XV videro il passaggio dai legati pluriprovinciali avignonesi ai nuovi legati monoprovinciali del Rinascimento. Non sempre è possibile capire, dagli elenchi tramandati ai posteri, se un cardinale, inviato ad esempio nel Ducato o nella Marca, ricoprì il ruolo di legato o di vicario generale: questi termini appaiono nelle lettere di nomina solo dal XV secolo inoltrato.

## Nello Stato Pontificio
| Legazione            | Patrimonio di S. Pietro      | Legato (a Viterbo)                                 |
| Legazione            | Campagna e Marittima         | Legato (a Frosinone)                               |
| Legazione            | Perugia e Umbria             | Legato (a Perugia)                                 |
| Legazione            | Marca Anconitana             | Legato (ad Ancona)                                 |
| Legazione            | Romagna                      | Legato (a Ravenna)                                 |
| Legazione            | Bologna                      | Legato                                             |
| Nel Regno di Francia | Avignone e Contado Venassino | Ad Avignone: legato Nel Contado Venassino: rettore |

Nelle terre dello Stato Pontificio il legato era l'unico detentore del potere temporale; rispondeva personalmente al pontefice. Nominava per ciascuna provincia un rettore, scelto tra gli ecclesiastici. Le città principali erano rette da un governatore, anch'egli ecclesiastico.

Con l'Albornoz l'ufficio del legato, fino ad allora una funzione legata al raggiungimento di una missione, divenne una carica permanente.
Al legato la Santa Sede forniva poteri vastissimi e non limitati dalle bolle. A volte riceveva autorità su più province, a volte prendeva semplicemente il posto del rettore. Nella scelta dei legati, i papi si servirono per molto tempo di congiunti ("cardinal nipote") e, se il papa era straniero, di compatrioti. Il mandato di governo era prefissato in un triennio rinnovabile, sulla base di un principio di rotazione delle cariche, come parte del cursus honorum.
Nei secoli successivi, tornato il pontefice in Roma, l'autorità suprema di un unico legato scomparve in breve tempo. La prassi cambiò: si nominarono legati in tutte le grandi città, e i delegati delle città minori e capoluoghi presero il posto dei rettori.
All'inizio del XV secolo il pontefice decise di affidare tutte le cinque grandi province pontificie a cardinali legati. Nel 1440 il processo di sostituzione fu concluso. Nel secolo seguente Stato Pontificio fu spartito amministrativamente in Legazioni e Delegazioni.

## Nel Codice di diritto canonico del 1983
Nel Codice di diritto canonico del 1983 il legato pontificio è la figura che segue i rapporti tra la Sede Apostolica e le Chiese particolari (can. 364) o gli Stati (can. 365).
In merito alla Chiese particolari, comunica o propone alla Sede Apostolica la rosa di vescovi candidati al governo della diocesi, informandola sulle condizioni delle stesse. Promuove un dialogo frequente con le Conferenze episcopali e il dialogo con le altre Chiese, comunità ecclesiali o confessioni non cristiane.
In merito agli Stati, tratta la stipulazione e attuazione dei concordati e delle convenzioni.